# Araneus finneganae
Araneus finneganae är en spindelart som beskrevs av Lucien Berland 1938. Araneus finneganae ingår i släktet Araneus och familjen hjulspindlar. Inga underarter finns listade i Catalogue of Life.